# Basilica di Santa Maria del Popolo
La basilica di Santa Maria del Popolo è un luogo di culto cattolico del centro storico di Roma, situato in piazza del Popolo, dalla quale prende il nome, a lato della porta del Popolo ("populus" in latino significa "popolo", ma anche "pioppo").
La chiesa ospita numerose opere d'arte e monumenti funebri, risalenti soprattutto al periodo tra il XV e il XIX secolo, comprese personalità da paesi come Spagna, Francia, Belgio, attive in campo artistico, religioso, civile. Alcune sepolture sono particolarmente famose, come quelle della Cappella Chigi, il singolare monumento funebre di Giovanni Battista Gisleni e la Cappella Cerasi.

## Storia

### Origini
La chiesa ha origine da una piccola cappella, eretta da papa Pasquale II nel 1099, dopo aver fatto demolire il mausoleo dei Domizi Enobarbi, tomba dell'imperatore Nerone. 
Forse l'occasione era stata il ringraziamento per la liberazione del Santo Sepolcro, avvenuta quell'anno, e l'opera venne pagata dal Popolo romano, da cui il nome.

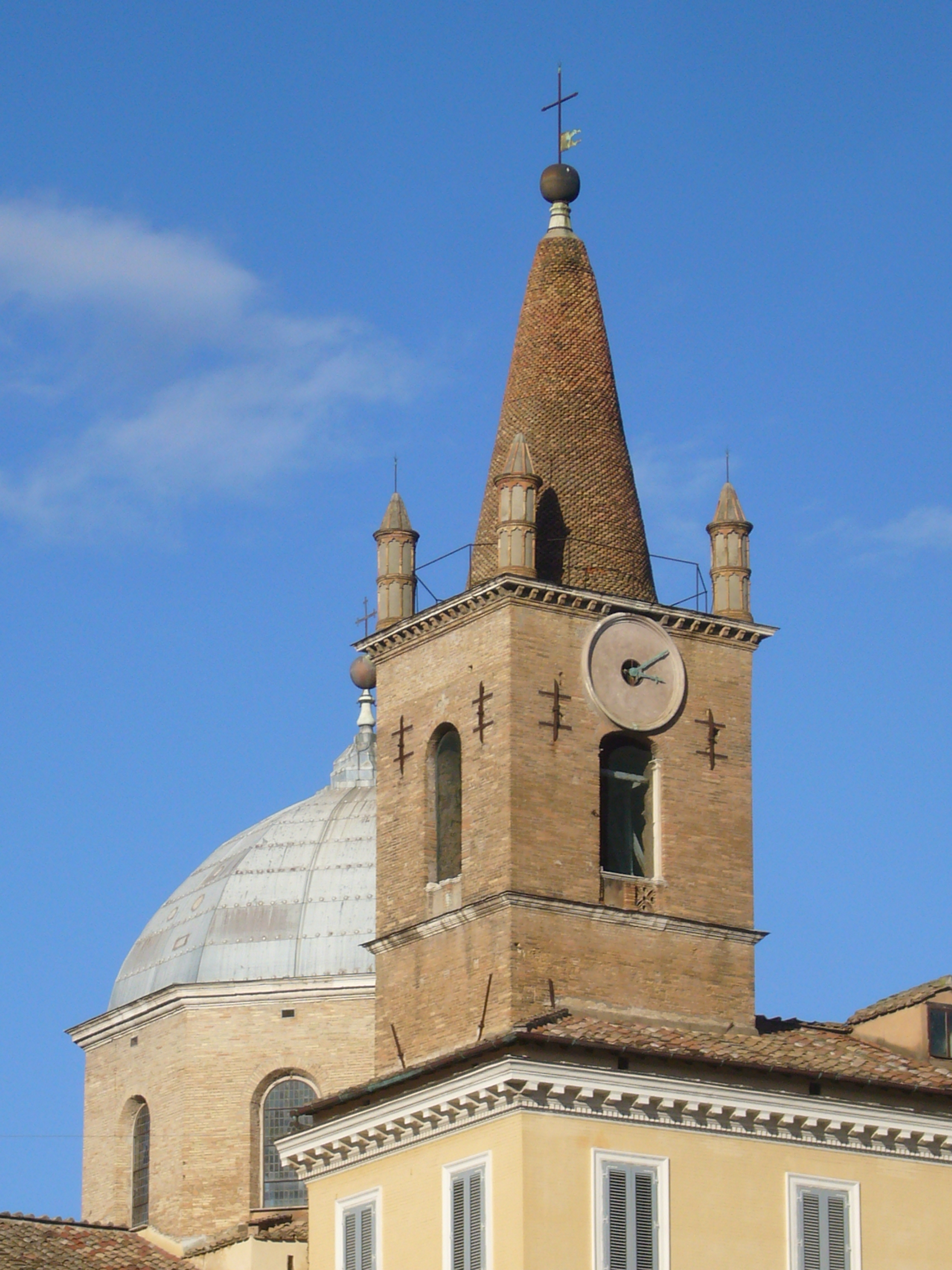
Il campanile

Nel 1227 la cappella fu ingrandita da papa Gregorio IX, che vi fece trasportare dalla cappella del Santissimo Salvatore in Laterano l'immagine di santa Maria del popolo, che ancora oggi si venera nella chiesa. 
Successivamente venne ricostruita e ampliata, sotto Sisto IV, da Giovannino de' Dolci, tra il 1472 ed il 1477, con un aspetto rinascimentale; la tradizione, ribadita dal Vasari, che attribuisce la sua costruzione a Baccio Pontelli, è da respingere.
Dal 1250 la chiesa è officiata dagli Agostiniani, dapprima quelli della Tuscia e poi, dal 1472, quelli della Congregazione Lombarda; di questo periodo rimane visibile il campanile tardogotico di gusto lombardo con rivestimento in cotto, cuspide a cono cestile e pinnacoli (sempre in cotto) agli angoli. In virtù della sua appartenenza all'ordine, Martin Lutero fu "ospite a Roma della chiesa agostiniana di Santa Maria del Popolo".

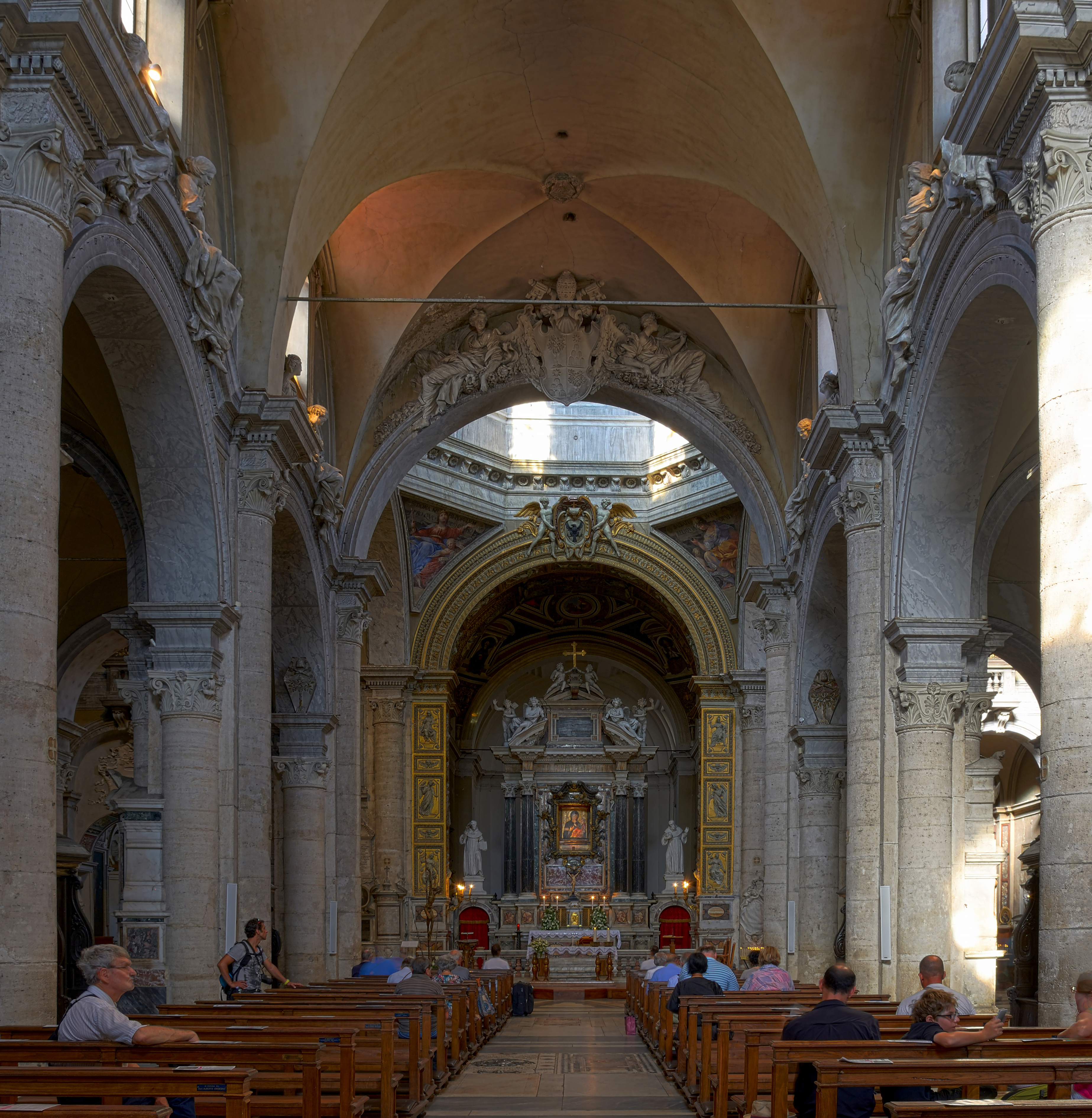
L'interno della chiesa

### Gli interventi cinque-secenteschi
Tra il XV e XVI secolo la chiesa effettua una serie di profondi interventi, che danno una caratterizzazione barocca all'essenziale struttura rinascimentale. Tale armoniosa commistione dei due stili e periodi è ciò che caratterizza questa chiesa in modo particolare. Essi furono:
- del Bramante, sui disegni del quale fu rifatto il coro agli inizi del XVI secolo;
- di Carlo Maderno, che nell'anno 1600 ridisegnò e ampliò la cappella Cerasi;
- di Raffaello, che progettò la cappella Chigi;
- di Gian Lorenzo Bernini, che tra il 1655 ed il 1660 restaura nuovamente la chiesa, donandole questa volta una chiara impronta barocca che si può ammirare ancora oggi.

Dal XVI secolo la chiesa divenne anche parrocchia, quando papa Pio IV, con il decreto Sacri apostolatus del 1º gennaio 1561 creò la parrocchia di Sant'Andrea nella chiesa di Sant'Andrea del Vignola e la unì in perpetuo alla chiesa agostiniana di piazza del Popolo, i cui monaci dovevano occuparsi della parrocchia; Papa Pio V trasferì la parrocchia nella sua sede attuale.
La chiesa, dal 1587, è sede del titolo cardinalizio di “Santa Maria del Popolo”.

### Epoca moderna
Agli inizi dell'Ottocento, per la sistemazione della piazza e del Pincio, fu sacrificato il vasto convento agostiniano, nel quale aveva soggiornato Martin Lutero durante la sua permanenza in Italia nei suoi anni giovanili. A quest'epoca risalgono le sepolture più recenti.
La chiesa è stata oggetto di restauro dal 2022 al novembre 2024.

## Descrizione

Pianta della Basilica

Crocifissione di San Pietro, Caravaggio (1600-1601)

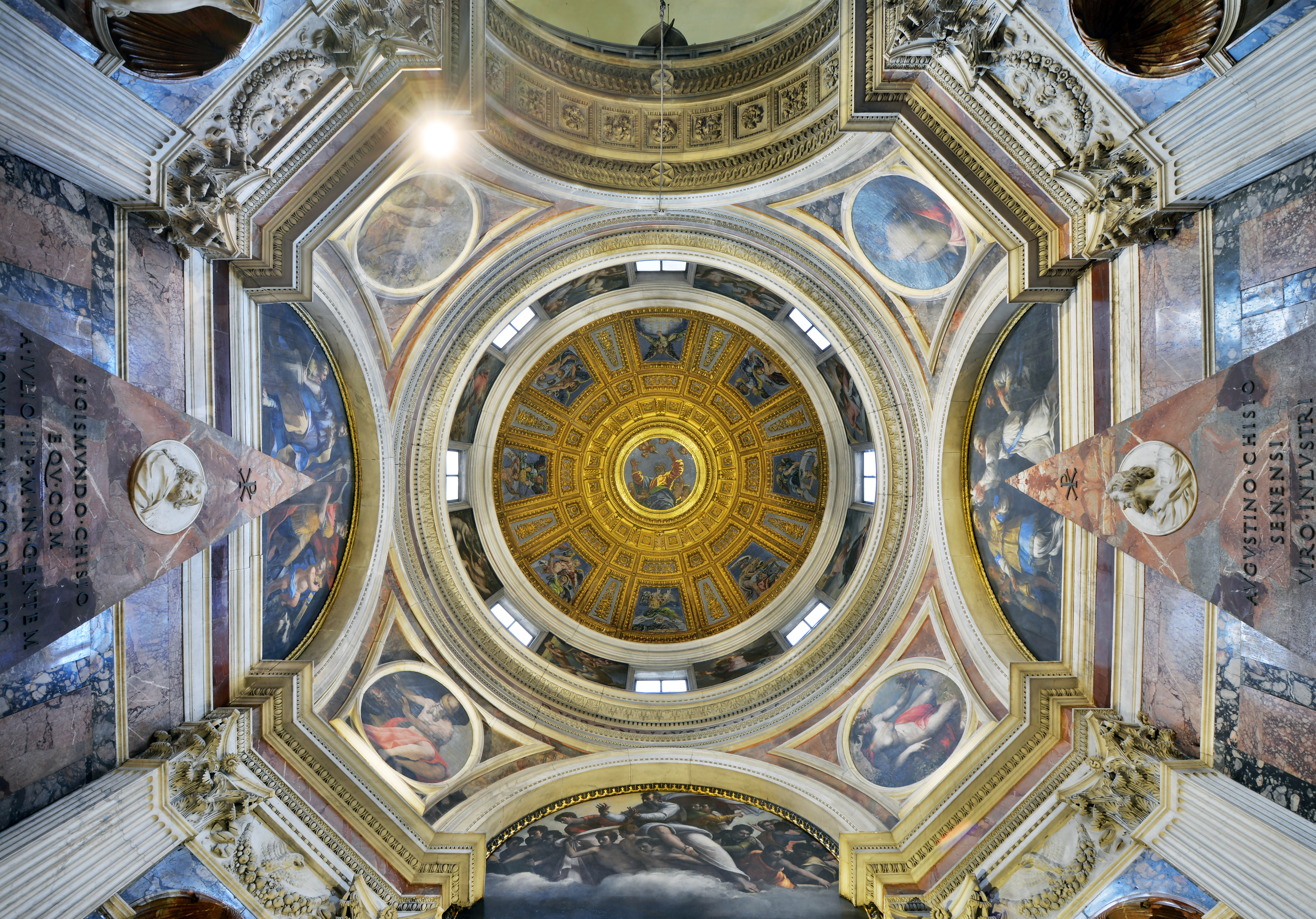
La cupola della Cappella Chigi, opera di Raffaello

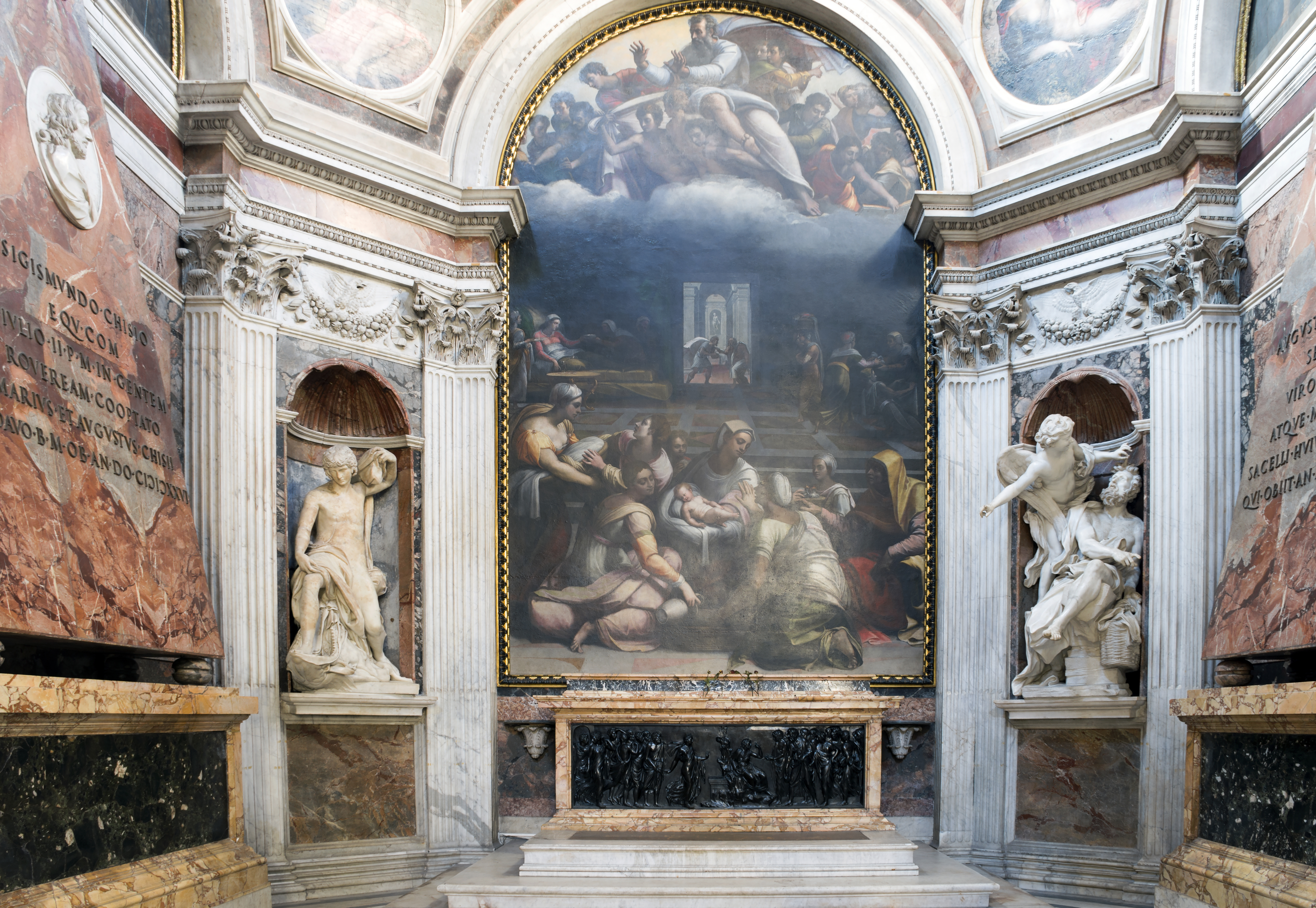
Cappella Chigi, con la statua del Bernini

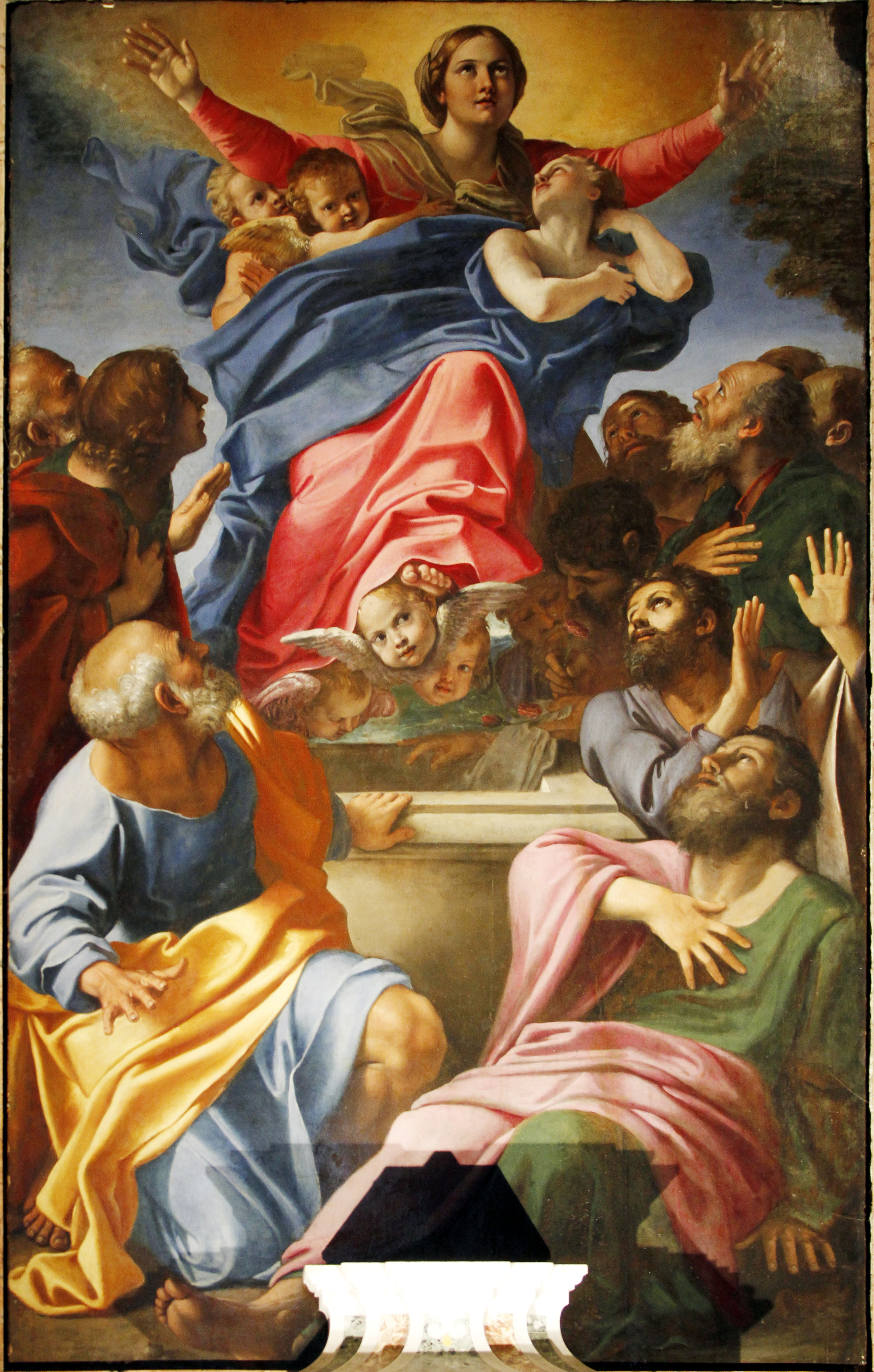
Assunzione della Vergine di Annibale Carracci

La facciata, rivestita di travertino, risale all'epoca di papa Sisto IV, il cui stemma è inserito nel timpano; fu poi modificata dal Bernini. Essa è tripartita con due ordini di lesene, e con tre portali, di cui quello centrale, sormontato nella lunetta da una Madonna col Bambino, è della bottega del Bregno.
L'interno della basilica è a tre navate con quattro cappelle per lato; termina con un ampio transetto, sul quale affacciano quattro cappelle, una cupola ed un profondo presbiterio.

### Presbiterio e coro
L'altare maggiore fu fatto eseguire dal cardinale Antonio Maria Sauli nel 1627; a lui si deve anche la decorazione dell'arco trionfale, ove in stucco è rappresentata la Leggenda della fondazione della chiesa. L'altare include la tavola del XIII secolo, in stile bizantino, raffigurante la Madonna del Popolo, che nel corso dell'ultimo restauro (2018) ha rivelato la firma di Filippo Rusuti. Nei pressi dell'altare, a destra, vi sono resti di marmo con decorazione cosmatesca e data del 1263.
Il coro fu ristrutturato dal Bramante agli inizi del XVI secolo; in esso si trovano due capolavori di Andrea Sansovino, i monumenti funebri dei cardinali Ascanio Sforza e Girolamo Basso Della Rovere. Nella volta si trovano affreschi del Pinturicchio (1508-10), mentre le vetrate, raffiguranti Episodi della vita di Maria e di Gesù, sono di Guillaume de Marcillat (1509).

### Transetto
Il transetto presenta due altari principali ai suoi estremi, disegnati entrambi dal Bernini. Su esso affacciano quattro cappelle, due per ciascuno dei lati a fianco del presbiterio.

#### Lato sinistro
- Cappella Cerasi (o dell'Assunta), una delle più importanti della basilica; in essa si trovano due delle principali opere del Caravaggio, la Conversione di San Paolo e la Crocifissione di san Pietro; la pala d'altare, raffigurante l'Assunzione della Vergine, è di Annibale Carracci; la volta della cappella è di Innocenzo Tacconi.
- Cappella Theodoli, con la tela dell'altare raffigurante Santa Caterina d'Alessandria di Giulio Mazzoni, cui si attribuiscono anche gli stucchi che decorano la volta della cappella.

#### Lato destro
- Cappella Feoli
- Cappella Cicada

### Navate

#### Navata destra
Dal fondo della chiesa verso il transetto, si incontrano i seguenti elementi:
- Cappella del Presepio, fatta erigere dal cardinale Domenico Della Rovere tra il 1488 ed il 1490 e dedicata a san Girolamo, con affreschi sulla vita del santo di Tiberio d'Assisi; la Natività con san Girolamo dell'altare è del Pinturicchio; nella cappella si trovano le tombe dei cardinali Giovanni de Castro (morto nel 1506) e Cristoforo (morto nel 1478) e Domenico della Rovere.
- Cappella Cybo: cappella monumentale a croce greca, costruita nel XV secolo, decorata inizialmente dal Pinturicchio, e completamente trasformata da Carlo Fontana alla fine del XVII secolo per il cardinale Alderano Cybo; in essa si trovano le tombe dei cardinali Lorenzo e lo stesso Alderano; la pala d'altare, raffigurante una Immacolata concezione con santi, è di Carlo Maratta.
- Cappella Basso Della Rovere, edificata intorno al 1484 dal cardinale Girolamo Basso della Rovere, e decorata da allievi della scuola del Pinturicchio; il pavimento è quello originale del XV secolo, in ceramica di Deruta.
- Cappella Costa, acquistata dal cardinale Giorgio Costa nel 1488; il trittico marmoreo, raffigurante i Santi Caterina, Vincenzo e Antonio da Padova, è della scuola del Bregno.

#### Navata sinistra
Percorrendo la navata, dal transetto fino all'entrata, troviamo i seguenti monumenti:
- Cappella Cybo-Soderini, in cui è collocato un crocifisso ligneo del XV secolo; le pitture delle pareti e della volta con Storie della croce, angeli e profeti sono di Pieter van Lint;
- Cappella Mellini; la pala d'altare con Vergine e san Nicola da Tolentino è di Agostino Masucci; ai lati tombe dei cardinali Savio Mellini di Pierre-Étienne Monnot e Garcia Mellini di Alessandro Algardi; volta con Storie di san Niccolò da Tolentino e Virtù di Giovanni da San Giovanni;
- Cappella Chigi[10], costruita su progetto di Raffaello per il banchiere Agostino Chigi tra il 1513 ed il 1514 e restaurata dal Bernini per il cardinale Fabio Chigi (futuro papa Alessandro VII) tra il 1652 ed il 1656; l'ambiente è ricco di pitture e sculture di Raffaello, Bernini, Lorenzetto, Francesco Salviati, Sebastiano del Piombo, Raffaello da Montelupo e Raffaele Vanni;
- Cappella del battistero, con antiche opere di Andrea Bregno provenienti dal primitivo altare maggiore.

### Organi a canne

#### Organo Testa

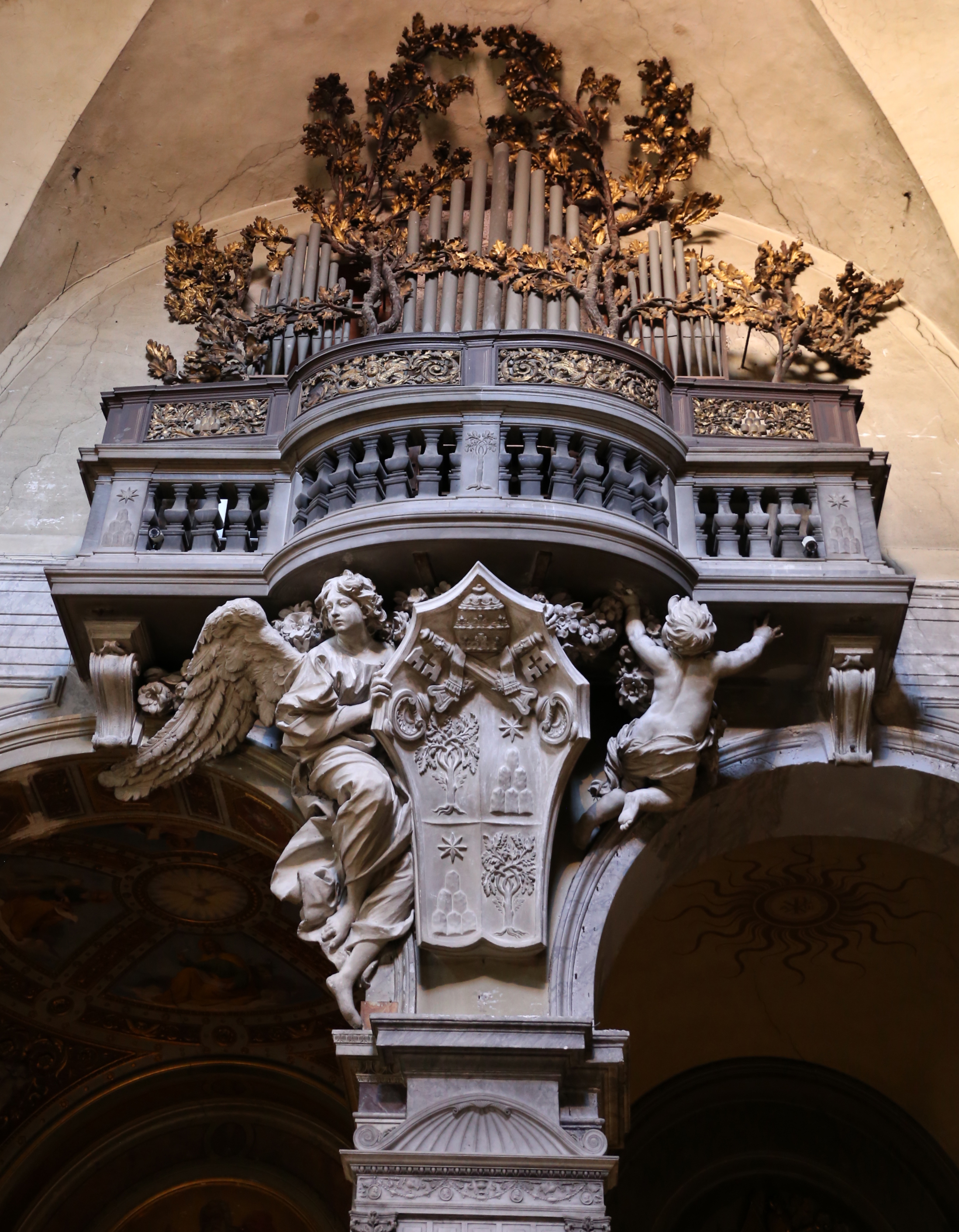
Organo del transetto destro

Nel corso dei lavori di ristrutturazione dell'antica basilica rinascimentale in stile barocco, l'artefice del progetto, Gianlorenzo Bernini, presentò ad Alessandro VII, il committente del restauro, già cardinale titolare della chiesa, due progetti per un nuovo organo da collocarsi sopra una cantoria nel transetto destro. Dei due progetti delle casse, uno più classico con tre campate suddivise in due per l'altezza, l'altro innovativo, fu scelto il secondo, in cui le canne erano imbrigliate fra rami di rovere, albero simbolo della famiglia Chigi, quella del papa committente.
La costruzione della parte fonica del nuovo organo fu affidata all'organaro Giuseppe Testa, mentre gli scultori Gabriele Renzi, Antonio Raggi, Antonio Chiccheri, Marcantonio Inverni e Baldassarre Castelli che realizzarono anche le cantorie. L'organo Testa, la cui costruzione si protrasse dal 1656 fino al 1658, fu rifatto nel 1814 ma attualmente (2011) dello strumento non rimangono che le 27 canne di facciata, le catenacciature e i somieri.

#### Organo Vegezzi Bossi
Nel transetto sinistro, fu costruita dal Bernini una cantoria gemella a quella del transetto destro e vi fu collocato l'organo a canne già presente nella chiesa, rimasto in loco fino al XVIII secolo e poi smantellato. Fu sostituito solo nel 1906 da un nuovo strumento della ditta Vegezzi-Bossi a due tastiere e pedaliera e a trasmissione pneumatica e costruito secondo i canoni dell'epoca. Lo strumento, poi, è stato elettrificato nel 1975 ed è stata aggiunta una nuova consolle nella navata (già ce n'era una in cantoria). La facciata, molto arretrata rispetto alla balaustra della cantoria e incassata nella parete, è costituita 33 canne appartenenti al registro principale.

### Chiesa
- Claudio Rendina, Le Chiese di Roma, Roma, Newton & Compton Editori, 2000,  p. 221, ISBN 978-88-541-1833-1.
- Mauro Quercioli e AA.VV., Rione IV. Campo Marzio, in I rioni di Roma, Milano, Newton & Compton Editori, 2005,  pp. 295-299.
- Guida d'Italia. Roma, 8ª ed., Milano, Touring Club Italiano, 1993.
- Mariano Armellini, Le chiese di Roma dal secolo IV al XIX, Roma, Tipografia Vaticana, 1891,  pp. 319-322.
- Christian Hülsen, S. Mariae de Populo, in Le chiese di Roma nel Medio Evo, Firenze, Leo S. Olschki, 1927,  p. 358.
- Maria Teresa Cantaro, Gli stemmi di Santa Maria del Popolo. Documenti di appartenenza, Roma, Palombi, 2019, ISBN 8860608503.
- Enzo Bentivoglio e Simonetta Valtieri, Santa Maria del Popolo a Roma. Con una appendice di documenti inediti sulla chiesa e su Roma, Roma, Bardi Editore, 1976.
- AA.VV., Roma, Milano, Touring Editore, 2008, ISBN 978-88-365-4134-8.

### Organo
- Giovanni Battistelli, Oscar Mischiati, Arnaldo Morelli e Claudio M. Strinati, Organi e cantorie nelle chiese di Roma, Roma, Istituto Poligrafico e Zecca dello Stato, 1994, ISBN 88-240-3990-1.
- Graziano Fronzuto, Organi di Roma. Guida pratica orientativa agli organi storici e moderni, Firenze, Leo S. Olschki Editore, 2007,  pp. 263-264, ISBN 978-88-222-5674-4.